# Diplazium australe
Diplazium australe là một loài thực vật có mạch trong họ Woodsiaceae. Loài này được (R. Br.) N.A. Wakef. miêu tả khoa học đầu tiên năm 1942.

## Hình ảnh

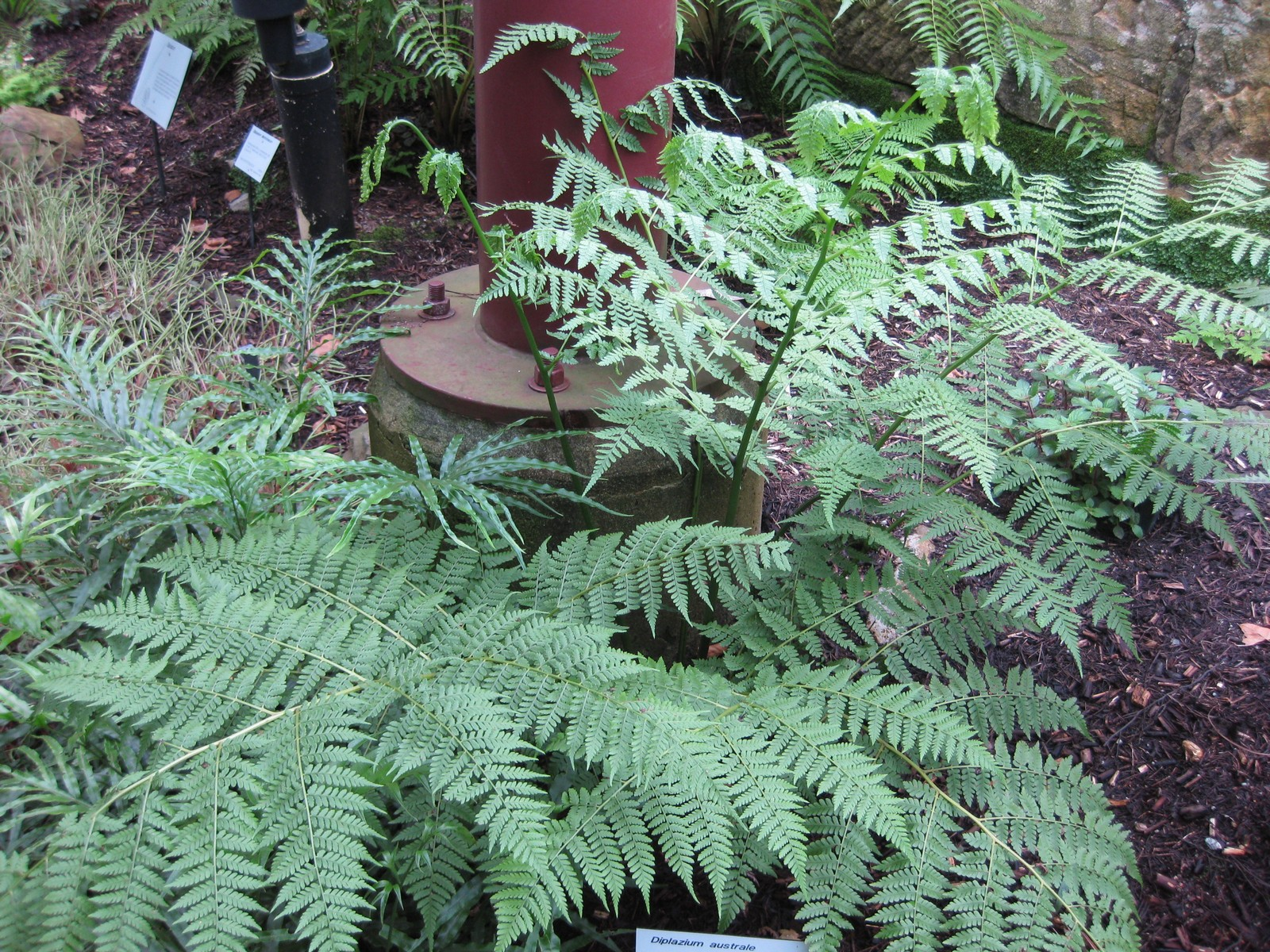
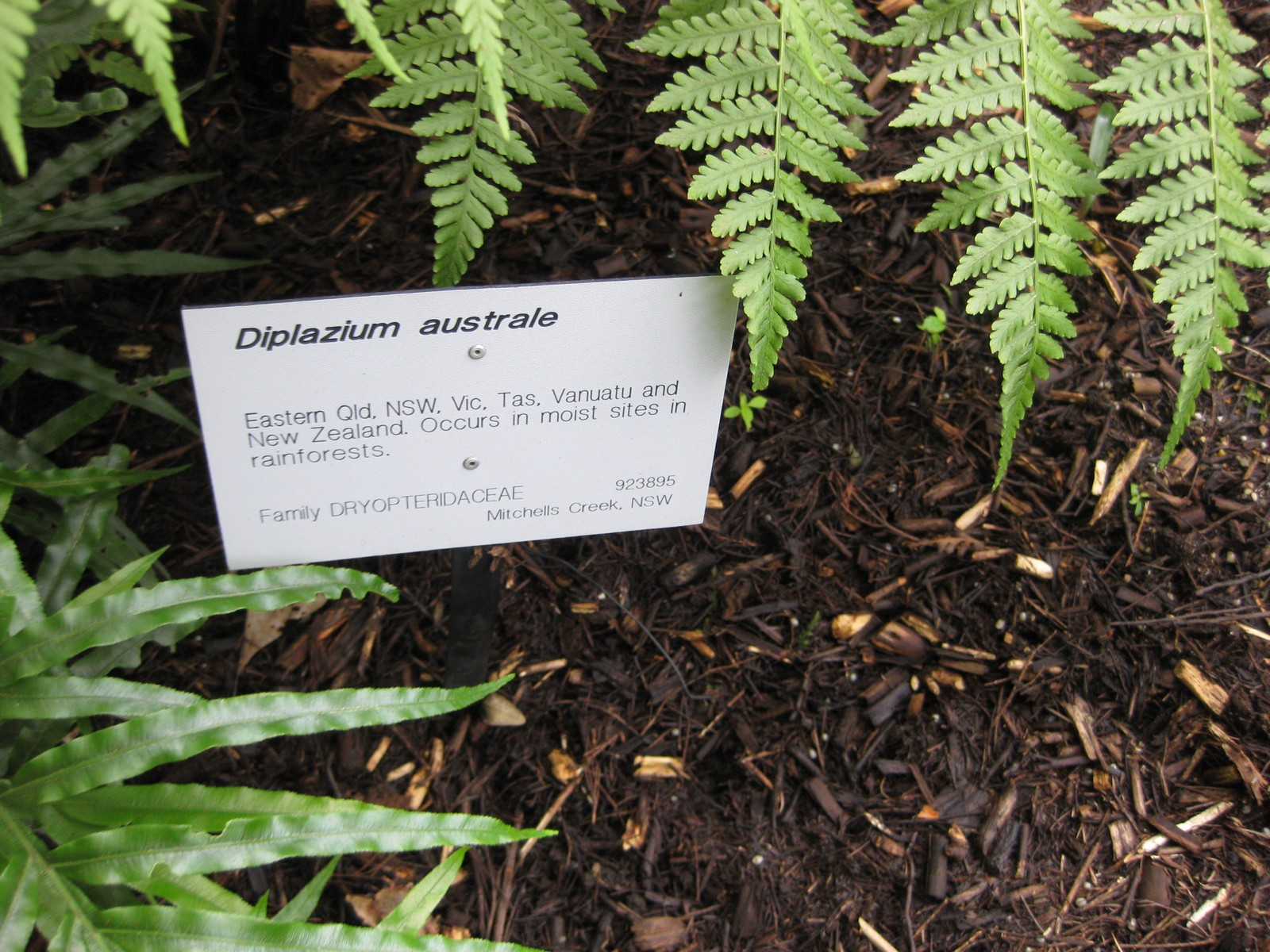